# Performatyka
Performatyka – nauka o performansie. Jako dyscyplina akademicka za przedmiot badań bierze zachowanie. Performatycy, wykorzystując materiał archiwalny, czyli książki, fotografie, nagrania video, ale też np. świadectwa archeologiczne, starają się opisać to co robią ludzie w określonych sytuacjach. Przedmiotem performatyki jest więc nie tylko spektakl-performans, ale także nasze zachowania codzienne, rytualne, zabawowe itd.

## Podstawy performansu
Performatycy za podstawę performansu uznają dwa elementy: rytuał i zabawę. Zachowania artystyczne są według tej teorii zrytualizowanym działaniem codziennym, a inaczej, sztuka performansu jest odgrywaniem wspomnień. Zabawowy charakter performansu jest niezbędnym czynnikiem łagodzącym i oswajającym performera i publiczność z materią działania. Dzięki zabawowym elementom performans, nawet drastyczny w środkach i łamiący określone tabu, wzbudza refleksyjny stan i tworzy dystans do odgrywanej sceny, bez których oglądanie spektaklu nie byłoby możliwe.